# 伴我闯天涯
《伴我闖天涯》（英語：Wild Search）是1989年上映的一部香港动作爱情電影，由林嶺東執導及監製，南燕編劇，周潤發、鍾楚紅、張耀揚主演。本片入圍第26屆金馬獎最佳劇情片、最佳女主角及最佳女配角共三項提名。

拍攝地點西貢黃竹洋村。

## 劇情
重案組貓哥接獲前同事線報，率隊查緝軍火交易。攻破交易據點後卻發現主持交易的女性已遭滅口，懷中爬出一個三歲小孩，其餘人等皆已逃逸無縱。
警方查出死者為李月霞。貓哥率隊搜查其老家，因而見到其妹李雪頤及老父。再循線追查其居所，卻已遭同夥滅證。過程中偶遇滅證者，貓哥情急中帶上李雪頤飛車追逐無果，兩人相互責怪。後仍查出李月霞是富商洪志恆情婦，登記父不詳的小孩加加實為兩人私生女。
洪志恆心狠手辣，又蒙慈善之名，難以追查軍火交易流向。貓哥帶同李雪頤追凶，又助其看清洪的無情，還順帶照顧加加，兩人感情漸增。貓哥妻與子已逝，好友大咀南樂見其與阿雪的感情發展。
炮哥受洪指示殺死線民，過程中遭貓哥反擊受傷，矢言報復。李父痛心於李月霞之淪落，又不懂如何與小孩相處，令加加害怕失蹤。貓哥協助找人，李雪頤前夫阿良見狀不是滋味。
良單方面要求復合，不滿於雪與貓哥感情日深。兩人一起巡視李月霞精品店倉庫時，恰逢洪手下一幫人起出內藏的軍火，遭遇襲擊。炮哥亦在其中，兩人交火後，炮哥斷腿，貓哥重傷，卻也破了軍火走私。現場主持者轉為汙點證人，洪志恆落網。
貓哥出院後欲與阿良談判。阿良拒談，手持菜刀對付。適炮哥前來尋仇，抓住阿良迫貓哥出面。貓哥願以身代死，炮哥卻瘋狂屠戮。貓哥重傷未癒，力不能支，格鬥過程中引發瓦斯氣爆，炮哥葬身火海，貓哥及阿良獲救。
阿良眼見感情無可挽回。貓哥與李雪頤終成良緣。

## 演員
| 演員   | 角色     | 介紹                                                                                        | 粵語配音 |
| 周潤發 | 劉振邦   | 貓仔\貓哥\喵喵\重案組沙展                                                                   | 周潤發   |
| 鍾楚紅 | 李雪頤   |                                                                                             | 鍾楚紅   |
| 張耀揚 | 炮頭     | 越南人\洪志恆打手                                                                           | 黃志成   |
| 黄光亮 | 大咀南   | 重案組探員\劉振邦之同事兼好友                                                               | 黄光亮   |
| 陳卓欣 | 加加     | 月霞之私生女                                                                                |          |
| 秦沛   | 洪志恆   | 越南華僑 商人及慈善家，實則從事走私軍火等不法勾當 劉振邦之調查對象                          | 秦沛     |
| 尹扬明 | 奇       | 重案組探員\劉振邦之手下                                                                     | 尹扬明   |
| 劉江   | 良       | 阿雪前夫\五金店老闆                                                                         | 劉江     |
| 金燕玲 | 李月霞   | 阿雪姐姐\單親媽媽\洪志恆情婦 表面上係地產代理及精品店老板娘，但實質從事販賣軍火，被炮頭殺害 | 龍寶鈿   |
| 谷峰   | 李伯     | 阿雪父親                                                                                    | 金貴     |
| 良鳴   | 村長     |                                                                                             |          |
| 吳志雄 | 小張     | 大野先生之隨行翻譯 後被洪志恆殺害                                                           | 陳欣     |
| 南燕   |          | 洪志恆手下                                                                                  | 源家祥   |
| 朱繼生 | 大眼     | 炮頭助手                                                                                    |          |
| 霍瑞華 | 華仔     | 前警員，代客泊車，劉振邦綫人，受命跟蹤洪志恆，其後被炮頭槍殺                                | 陳永信   |
| 何奕明 | 基       | 洪志恆之親信手下，在貨倉行劫搶貨事敗被捕，既轉污點証人指證洪志恆                            |          |
| 黃光輝 | 大野先生 |                                                                                             |          |
| 葉仲平 |          |                                                                                             |          |
| 彭偉榮 |          |                                                                                             |          |
| 陳炫達 |          |                                                                                             |          |
| 吳志洪 |          |                                                                                             |          |
| 良鳴   |          |                                                                                             |          |
| 錢榮威 |          |                                                                                             |          |
| 林忠國 |          |                                                                                             |          |

## 電影歌曲
| 曲別   | 歌名               | 作曲   | 作詞 | 演唱者 |
| ------ | ------------------ | ------ | ---- | ------ |
| 主題曲 | 《月亮代表我的心》 | 翁清溪 | 孫儀 | 梅艷芳 |

## 獎項
| 年份 | 頒獎典禮     | 獎項       | 獲提名 | 結果 |
| ---- | ------------ | ---------- | ------ | ---- |
| 1989 | 第26屆金馬獎 | 最佳劇情片 |        | 提名 |
| 1989 | 第26屆金馬獎 | 最佳女主角 | 鍾楚紅 | 提名 |
| 1989 | 第26屆金馬獎 | 最佳女配角 | 陳卓欣 | 提名 |

## 外部連結
- 香港影庫上《伴我闯天涯》的資料（繁體中文）
- 開眼電影網上《伴我闯天涯》的資料（繁體中文）
- 时光网上《伴我闯天涯》的資料（简体中文）
- 豆瓣电影上《伴我闯天涯》的資料 （简体中文）
- 爛番茄上《伴我闯天涯》的資料（英文）
- AllMovie上《伴我闯天涯》的资料（英文）
- 互联网电影数据库（IMDb）上《伴我闖天涯》的资料（英文）